# Eduardo Barrios

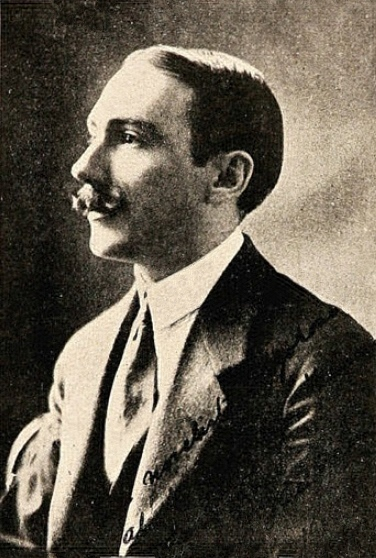
Barrios, 1914

Eduardo Barrios Hudtwalcker (25 oktober 1884, Valparaíso - 13 september 1963, Santiago) was een Chileens (Spaanstalig) schrijver.

## Leven en werk
Barrios was de zoon van een Chileense militair en een Peruaanse moeder. In zijn jonge jaren was hij onder andere militair, goudzoeker, handelaar en gewichtheffer in het circus. Dit avontuurlijke leven weerspiegelde zich in zijn vroege naturalistische werken, waarin de uiterlijke handeling centraal stond, met bijzondere aandacht voor Chileense gewoonten en sociale toestanden.
In Barrios' latere romans en verhalen verschuift de focus meer naar het innerlijk van de hoofdfiguren en geeft hij doorwrochte analyses van zijn hoofdfiguren, vaak zeldzame psychologische gevallen. Kritiek kreeg hij om zijn weinig wetenschappelijke benadering van de psychologie, maar de literaire waardering werd er niet minder door. Een novelle van "De jongen die gek werd van liefde" (1915), over de delicate liefde van een kind-jongen voor een ouder meisje, staat sinds zijn verschijnen onafgebroken op de verplichte literatuurlijst voor Chileense scholieren. Zijn latere romans behoren tot de canon van de Chileense literatuur.
Barrios vervulde op latere leeftijd diverse vooraanstaande functies in het openbare leeftijd en was onder andere directeur van de Nationale Bibliotheek en minister van onderwijs. In 1946 werd hij onderscheiden met de Premio Nacional de Literatura de Chile en in 1948 met de Premio Atenea. Hij overleed in 1963 op 78-jarige leeftijd.